# Gondelsheim
Gondelsheim település Németországban, azon belül Baden-Württembergben. Lakosainak száma 4164 fő (2023. december 31.).

## Népesség
A település népessége az elmúlt években az alábbi módon változott:
| Lakosok száma | 2166 | 3810 | 3945 | 4095 | 4124 | 4164 |
|               | 1975 | 2017 | 2019 | 2021 | 2022 | 2023 |